# هانا هولمز
هانا هولمز (بالإنجليزية: Hannah Holmes)‏ هي كاتبة غير روائية وصحفية أمريكية، ولدت في 22 ديسمبر 1963 في Boothbay, Maine ‏ في الولايات المتحدة.

## وصلات خارجية
- الموقع الرسمي